# Войнаровиці
Войнаровиці (пол. Wojnarowice) — село в Польщі, у гміні Собутка Вроцлавського повіту Нижньосілезького воєводства.
Населення — 191 особа (2011).

## Демографія
Демографічна структура станом на 31 березня 2011 року:
|          | Загалом | Допрацездатний вік | Працездатний вік | Постпрацездатний вік |
| -------- | ------- | ------------------ | ---------------- | -------------------- |
| Чоловіки | 85      | 20                 | 57               | 8                    |
| Жінки    | 106     | 22                 | 66               | 18                   |
| Разом    | 191     | 42                 | 123              | 26                   |